# Latinsko jedro
Latinsko jedro je vrsta trokutastog jedra. 
Latinsko jedro je uobičajeno na Sredozemlju (među ostalim i hrvatska falkuša), gornjem Nilu, sjeverozapadnim dijelovima Indijskog oceana, gdje je uobičajeno na feluccama i dhowima.

## Povijest
Kao zanimljivost valja navesti da je neovisno izmišljeno u Polineziji.

## Regate
Održavaju se regate tradicionalnih jedrilica (uglavnom gajete, leuti i kaići) s latinskim jedrom. 
- Burtiž (od 2007.), Šepurina
- Krapanjsko idro (od 2014.), Krapanj
- Krčka jedra (od 1998.), Krčki zaljev
- Lantina (od 2012.), Jezera
- Latinskin idrun na kureja (od 2006.), Zlarin
- Latinsko idro (od 1998.), Murter
- Nerezinska regata tradicijskih barki na jedra (od 1920.), Nerezine
- Regata za dušu i tilo (od 2003.), Betina
- Rota palagružona (od 2010.), Komiža – Palagruža
- Rovinjska regata tradicijskih barki s oglavnim i latinskim jedrom (od 2006.), Rovinj
- Homo na jidra – Memorijal Nikola Jurić (od 2019.), Malinska – Dubašnica

## Vanjske poveznice
- I. C. Campbell, "The Lateen Sail in World History"  Arhivirana inačica izvorne stranice od 4. kolovoza 2016. (Wayback Machine), Journal of World History, 6.1 (1995), 1–23